# Vargem Bonita (Santa Catarina)
Pour les articles homonymes, voir Vargem Bonita.
Vargem Bonita est une ville brésilienne de l'ouest de l'État de Santa Catarina.

## Géographie
Vargem Bonita se situe par une latitude de 27° 00' 25" sud et par une longitude de 51° 44' 24" ouest, à une altitude de 880 mètres.
Sa population était de 4 795 habitants au recensement de 2010. La municipalité s'étend sur 299 km2.
Elle fait partie de la microrégion de Joaçaba, dans la mésorégion Ouest de Santa Catarina.
Le relief de la région est constitué de hauts-plateaux accidentés et montagneux, de formation basaltique à 80 %. Le sol est relativement fertile, avec une texture argileuse mais comporte de nombreux rochers qui rendent difficile la mécanisation de l'agriculture.
Le climat est subtropical humide, sans saison sèche, avec des précipitations bien distribuées tout au long de l'année, pour un total de 1 800 à 2 000 mm. Les hivers sont assez rigoureux et les étés chauds. Des gelées peuvent arriver entre avril et août, avec occasionnellement des chutes de neige.
Le système hydrographique de la municipalité, rattaché au bassin du rio Uruguai, ne possède pas de cours d'eau majeur.
Parmi la population, environ 40 % réside en zone urbaine, dans le centre de la municipalité et 60 % en zone rurale.
L'agriculture est centrée sur la culture du maïs, du haricot, du blé, du riz du yerba maté et du tabac, mais sa productivité est basse du fait de la faible productivité des sols locaux. À l'inverse, l'élevage de volailles y a trouvé un terrain favorable et est en fort développement.
L'économie locale, outre l'agriculture, est basée sur les industries du papier et de la cellulose, fruits de l'exploitation forestière.

## Histoire
Créée officiellement le 30 mars 1992, la municipalité de Vargem Bonita a d'abord été colonisée par des immigrants d'origine italienne venus du Rio Grande do Sul.
Le nom de Vargem Bonita lui a été donné par les tropeiros qui ont fait de la région une étape sur leurs chemins. Ils virent dans la région un lieu très accueillant où il faisait bon se reposer.  Ils y édifièrent de premières constructions légères et lancèrent la colonisation des lieux.
La localité fut élevée au rang de district de Catanduvas en 1963. La volonté des populations locales de s'émanciper conduit en 1991 à préparer un projet de création d'une nouvelle municipalité. Un référendum, réalisé le 15 mars 1992, valida la volonté des électeurs de se séparer de Catanduvas (sur 4 099 électeurs, on compta 2 784 votants pour 2 463 « oui » à l'indépendance, 268 « non », 22 « blancs » et 31 votes nuls). La création de la nouvelle municipalité fut officialisée le 30 mars 1992.

## Tourisme
Vargem Bonita propose aux touristes de passages diverses attraction touristiques comme l'imbuia centenária (un arbre centenaire), un belvédère situé à 1 224 mètres d'altitude et l'église São Marcos, construite en 1950.

## Administration
Depuis son émancipation de la municipalité de Catanduvas en 1992, Vargem Bonita a successivement été dirigée par :
| Période | Période | Identité           | Étiquette | Qualité |
| ------- | ------- | ------------------ | --------- | ------- |
| 1993    | 1996    | Balduíno Radavelli | PMDB      |         |
| 2001    | 2004    | Pedro Jenu Anzolin | PPB       |         |
| 2001    | 2004    | Balduíno Radavelli | PMDB      |         |
| 2005    | 2012    | Jairo Casara       | PSDB      |         |

## Villes voisines
Vargem Bonita est voisine des municipalités (municípios) suivantes :
- Ponte Serrada
- Água Doce
- Catanduvas
- Irani